# Phyllodromica tartara
Phyllodromica tartara är en kackerlacksart som först beskrevs av Henri Saussure 1874.  Phyllodromica tartara ingår i släktet Phyllodromica och familjen småkackerlackor.

## Underarter
Arten delas in i följande underarter:
- P. t. nigrescens
- P. t. tartara